# Zlenice (hrad)
Zlenice (lidově též Hláska u Senohrab) jsou zřícenina hradu nad soutokem potoka Mnichovky s řekou Sázavou jižně od obce Senohraby v okrese Praha-východ. Jeho zbytky jsou chráněny jako kulturní památka České republiky.
Hrad byl založen koncem třináctého století a po celou dobu existence sloužil jako šlechtické sídlo a centrum panství. Jeho majitelé pocházeli z rodů pánů z Dubé nebo Kostků z Postupic. Někdy v letech 1463–1465 byly Zlenice obléhány a dobyty. Poškozený hrad poté nebyl obnoven a proměnil se ve zříceninu, o kterou od konce dvacátého století pečuje Sdružení pro ochranu kulturního dědictví – Zlenice.
Zástavba předhradí se nedochovala, ale archeologicky je v něm doložena jedna rozměrná zděná budova. Hradní jádro patřilo mezi hrady blokového typu, u něhož byla obytná věž propojena s křídly přiléhajícího paláce a společně obklopovaly drobné nádvoří. Torzo věže, spolu s věžovitou vstupní bránou, je nejlépe dochovanou částí hradu.

## Historie
Hrad byl založen v době okolo roku 1300, pravděpodobněji koncem třináctého století. První písemná zmínka o něm pochází z roku 1318 a nachází se v přídomku Oldřicha ze Zlenic,  který měl tehdy spor o náhradu škody způsobené v Koutech Ctiborem z Kožlí. Druhým známým držitelem byl Jan ze Zlenic, který 30. června 1351 hrad s příslušenstvím zapsal do zástavy za tisíc kop grošů bratrům Štěpánovi a Ješkovi z Tetína a sám používal přídomek ze Zlenic snad ještě roku 1365.
Po Janovi ze Zlenic hrad blíže neznámým způsobem získali páni z Dubé, protože při dělení majetku na začátku druhé poloviny čtrnáctého století vystupoval Ondřej z Dubé jako držitel Zlenic. Císař Karel IV. mu je roku 1377 dal jako manství. Ondřej do roku 1394 působil ve funkci nejvyššího sudího a je autorem právnického spisu Výklad na právo země České. Zemřel bezdětný roku 1412 nebo během zimy následujícího roku.

### Patnácté století
Zlenice se staly královskou odúmrtí, kterou dostali Boček starší z Poděbrad a Půta III. z Častolovic, ale právo na užívání hradu zůstalo také Anně z Dubé, vdově po Ondřejovi. Půta se svou matkou Annou jí v tom bránili. Jejich spor rozhodl soud, podle jehož výnosu měl pražský purkrabí Anně z Dubé umožnit hrad užívat a bránit její nároky. V téže době k hradu patřilo manství v Údašíně a Půta vykonával také patronátní právo k tamnímu kostelu.
Roku 1415 od Bočka z Poděbrad a Půty III. koupil Zlenice se dvěma poplužními dvory, lázní, polovinou Lštění a jedenácti vesnicemi nebo jejich díly Kuneš z Konojed. Roku 1417 uzavřel dohodu se svým bratrem Petrem z Konojed, podle níž dostali Petr a jeho děti dědické právo ke Zlenicím. Kuneš žil ještě roku 1418 a zanechal po sobě syny Jana staršího, Jana mladšího, Markvarta a dvě dcery. Bratři se rozdělili o dědictví po otci, ale znám je pouze podíl Jana mladšího, který dostal Mirošovice, část Bohumile, polovinu Hrusic, dva mlýny a třetinu Černého lesa. Jeho díl spravoval zeman Mírek z Pětichvost, k němuž se Jan přestěhoval.
Po Janově smrti se jeho podílu násilím zmocnil Jan starší, který byl roku 1428 pánem Zlenic. Následovaly další spory o majetek. Díl Jana mladšího byl považován za královskou odúmrť, proti čemuž Jan starší i Markvart z Konojed protestovali. Jan starší navíc zabral zlenické věno Anny z Konojed, vdovy po Petrovi z Konojed. Zemský soud roku 1437 rozhodl ve prospěch Anny z Konojed a Jan starší i Markvart zemřeli ještě před výsledkem sporu o odúmrť po Janovi mladším. Po smrti obou bratrů hrad přešel roku 1444 na jejich sestru Alžbětu z Konojed. Ta dlužila 1 600 kop grošů Zdeňku Kostkovi z Postupic, ale nemohla je splatit, a proto mu Zlenice s jedenácti vesnicemi dala do zástavy. Zároveň však na stejném majetku 14. ledna 1445 zapsala dluh 1 200 kop grošů Kuneši Rozkošovi z Dubé.
Vzniklý spor mezi novými majiteli rozhodoval Zdeněk Konopišťský ze Šternberka, který koncem roku 1445 rozhodl ve prospěch Zdeňka Kostky z Postupic. Kuneš měl tuto skutečnost zapsat do dvorských desek, ale ještě v roce 1446 tak neučinil. Zdeněk Kostka zemřel před rokem 1448 a správy zlenického panství se ujal jeho strýc Zdeněk Kostka z Postupic, který získal i odúmrť po vladycích z Konojed. Roku 1454 se majetku ujal Mikeš z Postupic, syn předchozího Zdeňka.
Od Mikeše koupili Zlenice za dva tisíce kop grošů v roce 1456 bratři Burian, Zdeněk a Mikuláš Trčkové z Lípy. Už o dva roky později panství prodali za padesát kop grošů Zdeňkovi III. Kostkovi z Postupic. Vzhledem k nízké ceně král Jiří z Poděbrad smlouvu zrušil, a bratři prodej uskutečnili znovu v roce 1463, tentokrát za tři tisíce kop grošů. O dva roky později dosáhl Zdeněk Kostka z Postoupic propuštění zlenického panství z manství výměnou za tvrz Myšlín. Při té příležitosti byl hrad Zlenice uveden jako pustý a zbořený. Pobořen byl nejspíše během krátkého obléhání v letech 1463–1465. Obléhání dokládají nálezy hrotů projektilů z kuší i luků a projektily vystřelené z hákovnice, většího děla a malého praku, získané během archeologického výzkumu prostoru brány předhradí. Pozůstatkem obléhání je také nedokončený příkop ve svahu ostrožny nad hradem.

### Novodobé dějiny

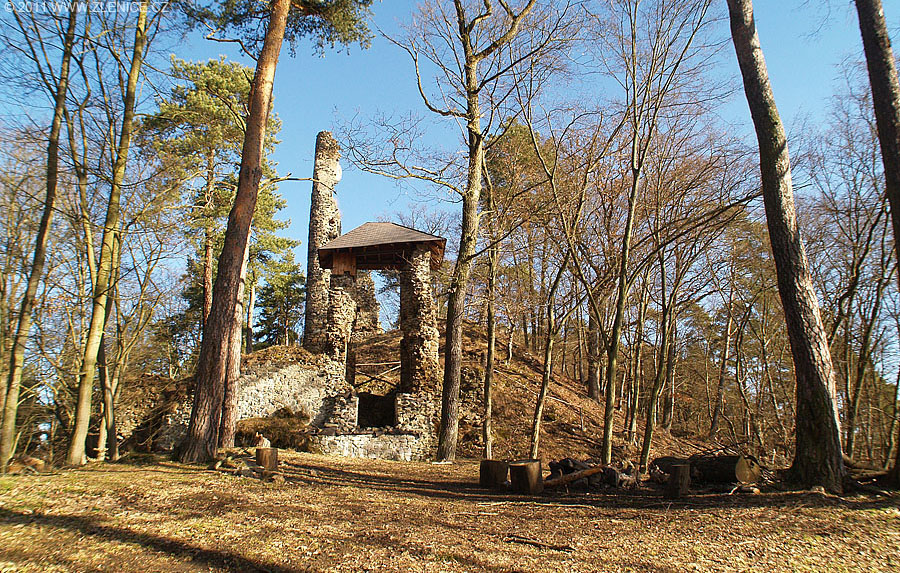
Hrad Zlenice

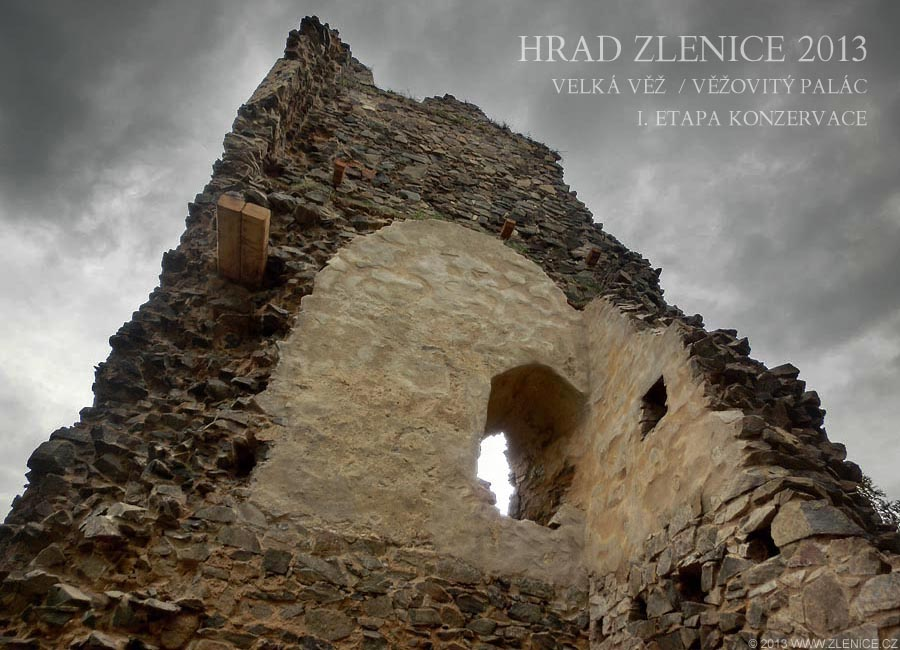
Hrad Zlenice, Velká věž

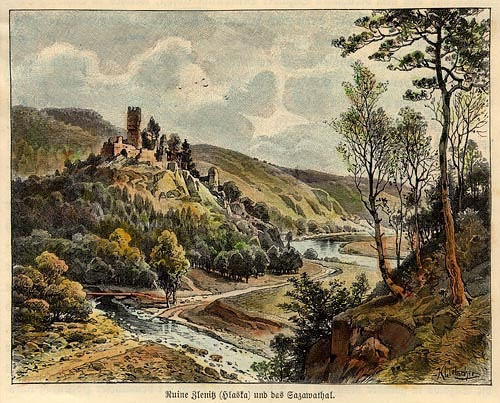
Karel Liebscher, hrad Zlenice

Areál kulturní památky je od roku 1996 ve správě Sdružení pro ochranu kulturního dědictví – Zlenice, které zahájilo postupnou konzervaci zříceniny. Od roku 1999 probíhal archeologický výzkum pod vedením Tomáše Durdíka z Archeologického ústavu AV ČR.
V roce 2011 byla dokončena druhá fáze statického zajištění brány hradního jádra ve formě dřevěné vyhlídkové plošiny a zpevněna turistická stezka ve svahu kolem hradu. V roce 2012 byl proveden předstihový archeologický výzkum v prostoru jihozápadní zdi věžového paláce, který odhalil nebezpečnou destrukci základového zdiva. Tato havarijní situace byla provizorně vyřešena základním statickým zajištěním paty paláce. V průběhu roku 2013 byl zahájen projekt první etapy konzervace věžového paláce.

## Stavební podoba
Hrad byl založen na ostrožně nad pravým břehem řeky Sázavy obtékané Mnichovickým potokem. Měl dvoudílnou dispozici, kterou se řadil ke hradům blokového typu. Charakter staveniště způsobil, že předhradí a přístup do hradu byl situován na klesajícím konci ostrožny za hradním jádrem.
Přístupovou cestu k hradu chránil valem a příkop. Za ním se nacházela první brána v parkánové zdi. Přístup z ní k druhé bráně byl nejspíše upraven dřevem. Druhá brána měla podobu rozměrné, dovnitř otevřené věže se slabými stěnami a dřevěným patrem nebo polopatrem. V předhradí stávala zaniklá provozní zástavba lehčí konstrukce a na jižní straně rozměrná dvouprostorová kamenná budova, vzniklá složitějším stavebním vývojem. Její prostorná jihozápadní část sloužila jako konírna.
Do hradního jádra vedl most přes druhý příkop. Býval dřevěný a ukotvený na úrovni terénu bez základových konstrukcí. Za druhým příkopem se dochovalo torzo subtilní věžové brány, kterou uzavíral padací most, pravděpodobně s kolébkovou konstrukcí. Původně však brána byla součástí hradby zbořené při pozdější změně dispozice jádra hradu. Součástí hradby jádra byla okrouhlá, nejspíše studniční věž. Na severovýchodní straně z obvodové hradby vystupovala dvouboká věžice.
Na vnitřní nádvoří vedla čtvrtá brána, která se nacházela v místech mezi obytnou věží a čelem sousedního paláce. Od třetí brány ve věži k ní zřejmě vedla dřevěná rampa. Palác měl asi tři křídla, přičemž jižní křídlo bývalo propojené s věží. Na severozápadě opevnění jádra vybíhalo do břitu umístěného proti stoupajícímu terénu ostrožny. Přes parkán zde vedl můstek, který se opíral o mladší sokl přizděný k hradbě. Po můstku se chodilo nejspíše na prevét. Jádru dominovala obytná věž, jejíž zbytky jsou dodnes nejvýraznějším prvkem pozůstatků hradu. Ve druhém patře obsahovala valeně zaklenutou místnost s hrotitým oknem a v nejvyšším patře se nacházela roubená komora. Z komory vedl vstup na pavlač či podsebití, ale po zvýšení věže byl tento vchod zazděn.

## Hrad vkultuře
- Hrad posloužil jako oblíbený motiv umělcům Josefu Ladovi, F. A. Heberovi, Karlu Liebscherovi, Karlu Hynku Máchovi a dalším. Radovan Šimáček napsal v roce 1941 román Zločin na Zlenicích hradě L. P. 1318. Román byl dále v roce 1971 zpracován Věrou Jordánovou do televizního filmu a v roce 1972 Jiřinou Martínkovou do rozhlasové hry.
- Po hradu je pojmenován larp Zlenice. Probíhá u obce Čisovice.